# Daniel David Palmer
Daniel David Palmer (Pickering, 7 marzo 1845 – Los Angeles, 20 ottobre 1913) è stato uno pseudoscienziato canadese fondatore della chiropratica.
Attivo come spiritista, affermò di aver "ricevuto la chiropratica dall'altro mondo" dallo spirito di un medico deceduto chiamato James Atkinson.
Palmer sviluppò la teoria secondo la quale il disallineamento delle ossa, specialmente nella colonna vertebrale fosse la causa di vari malesseri. Nel 1897 aprì una sua scuola a Davenport dove iniziò ad insegnare le sue tecniche.
La chiropratica rientra nell'insieme delle medicine alternative benché tale definizione venga contestata da molti chiropratici.